# Demonstrate (chanson)
Singles par JoJo
Disaster
(2011) When Love Hurts
(2015)
Demonstrate est une chanson de la chanteuse américaine JoJo sortie le 17 juillet 2012.

## Accueil
"Demonstrate" est une chanson enregistrée par l'artiste américaine JoJo, initialement prévue pour être le premier single de son troisième album studio. Il a été écrit par JoJo, Daniel Daley, Anthony Jeffries et Noah "40" Shebib, ce dernier ayant également géré la production de la chanson. Le développement de la chanson a été conçu après que JoJo a sorti une reprise de la chanson "Marvins Room" de Drake, qui a également été produite par Shebib. À la suite des éloges de la critique, JoJo a organisé des sessions d'enregistrement avec le producteur pour trouver un nouveau son plus confiant pour son troisième album très retardé.
À la suite de l'annonce que JoJo prenait une nouvelle direction avec l'album, elle a également annoncé que le slow jam R&B servirait de premier single de l'album du troisième album studio encore intitulé, en remplacement de "Disaster", qui est sorti presque un an plus tôt. Musicalement, "Demonstrate" est un slow jam à tendance R&B qui comprend des instruments comme la guitare, la batterie et les cordes.
"Demonstrate" a fait sa première mondiale en ligne et à la radio américaine le 17 juillet 2012 et devait sortir sur les points de vente numériques le 28 août 2012 via Interscope, Blackground et Streamline Records , cependant, sa sortie a finalement été abandonnée. À sa sortie, "Demonstrate" a reçu des critiques favorables de la part des critiques louant généralement le côté sexy de la chanson, certains notant ses similitudes avec le single "Motivation" de Kelly Rowland en 2011 , certains affirmant que "Demonstrate" sonne exactement comme une chanson comme Rowland. pourrait libérer. Certains critiques ont complimenté sa direction musicale, la confiance sexy de JoJo et sa croissance et sa maturité dans la chanson.
La troisième sortie studio de JoJo, qui a été annoncée en 2007, devait initialement s'intituler "All I Want Is Everything" avant de se transformer en "Jumping Trains" en 2011. Initialement prévu pour une sortie début 2009, l'album a été retardé de plus de cinq ans en raison de problèmes avec son label, Da Family Entertainment, et du tri de la distribution de l'album. L'album aurait été finalisé en juin 2009, mais d'autres sessions d'enregistrement ont été effectuées pour l'album jusqu'en janvier 2011.
Au départ, "Disaster", influencé par le pop rock, a servi de premier single de l'album aux États-Unis. À la suite de l'annonce que JoJo prenait une nouvelle direction avec l'album, elle a également annoncé dans une interview avec 'Billboard magazine' que "'Demonstrate'" servira désormais de tout nouveau single principal de l'album du encore à venir. -être intitulé troisième album studio.
"Demonstrate" est une chanson R&B slow jam d'une durée de 3 minutes et 30 secondes (3:30).  Le morceau démarre avec une intro de guitare acoustique, puis glisse dans un slow jam serein à tendance R&B. "I can’t say / but I know I can demonstrate / I can let my body explain / I know I can demonstrate, chante JoJo soutenu par un tambour.